# Раштівці
Ра́штівці (Рашківці) — село в Україні, у Гримайлівській селищній громаді Чортківського району Тернопільської області. Розташоване на річці Гнила, на сході району. До 2020 центр сільради. До Раштівців приєднано с. Дубківці та хутір Стінка.
Населення — 780 осіб (2007).

## Символіка
Затверджена 22 червня 2023р. рiшенням №3787 XVII сесії селищної ради VIII скликання. Автори - В.М.Напиткін, С.В.Ткачов.

### Герб
Щит розтятий двічі на срібне муроване, зелене і золоте, дамасковане стільникоподібно, поля. У другій частині три срібних шестипелюсткових квітки з золотими серединками, покладені в стовп. Щит вписаний в золотий декоративний картуш, внизу якого написи "РАШТІВЦІ" і "1564", і увінчаний золотою сільською короною.
Муроване поле означає старовинну фортецю, стільники – заповідник "Медобори", листя – велику кількість лісів.

### Прапор
вадратне полотнище поділене вертикально на три рівновеликих частини – білу муровану, зелену і жовту, дамасковану стільникоподібно. На зеленій частині три білих шестипелюсткових квітки з жовтими серединками, покладені вертикально.

## Історія
Поблизу села виявлено археологічні пам'ятки трипільської і давньоруської культур.
Перша писемна згадка про Стінку з оборонним укріпленням — середина 13 ст.; 14 ст. вона — центр округу. Перша писемна згадка про Раштівці — 1564.
1 серпня 1934 року село увійшло до складу новоутвореної гміни Товсте (гміна).
11 червня 1951р. у бою загинули: Йосип Калавур "Богун", Іван Диць "Вир", Роман Сержант"Буйний"  — підпільники Гримайлівської районної боївки ОУН.
12 червня 2020 року, відповідно до розпорядження Кабінету Міністрів України № 724-р «Про визначення адміністративних центрів та затвердження територій територіальних громад Тернопільської області» увійшло до складу Гримайлівської селищної громади.
19 липня 2020 року, в результаті адміністративно-територіальної реформи та ліквідації Гусятинського району, село увійшло до складу новоутвореного Чортківського району.
З 2022 у селі діє волонтерський центр.

## Політика

### Парламентські вибори, 2019
На позачергових парламентських виборах 2019 року у селі функціонувала окрема виборча дільниця № 610247, розташована у приміщенні будинку культури.
Результати
- зареєстровано 488 виборців, явка 61,68%, найбільше голосів віддано за «Слугу народу» — 24,24%, за Радикальну партію Олега Ляшка — 16,50%, за «Європейську Солідарність» — 12,46%.[7] В одномандатному окрузі найбільше голосів отримав Микола Люшняк (самовисування) — 46,94%, за Ігоря Сопеля (Слуга народу) — 17,35%, за Володимира Бліхаря (Всеукраїнське об'єднання «Батьківщина») і Романа Василіцького (Об'єднання «Самопоміч») — по 7,14%[8].

## Населення

### Мова
Розподіл населення за рідною мовою за даними перепису 2001 року:
| Мова       | Кількість | Відсоток |
| ---------- | --------- | -------- |
| українська | 778       | 99.48%   |
| російська  | 2         | 0.26%    |
| румунська  | 2         | 0.26%    |
| Усього     | 782       | 100%     |

## Соціальна сфера
Працюють загальноосвітня школа І-ІІІ ступенів, клуб, бібліотека, ФАП, відділення зв'язку, торговельні заклади.

## Пам'ятки
Є церкви Успіння Пресвятої Богородиці (1884, мурована, Дубківці), Воздвиження Чесного Хреста Господнього (1912) та Вознесіння Господнього.
Споруджено пам'ятники Б. Хмельницькому (1954), воїнам-односельцям, полеглим у німецько-радянській війні (1966), партизанам (1985).
Встановлено пам'ятні знаки на честь скасування панщини (відновлено 1991) та Полеглим воякам УПА (2007), насипано символічну могилу УСС (1990).
Руїни костелу Матері Божої Цариці Польщі.

## Відомі люди

### Народилися
- педагог, письменник, літературознавець Орест Авдикович.
- Матвійко Михайло Васильович (1983-2024) — український військовослужбовець, учасник російсько-української війни[11].
- Казимира Завістовська[pl] (1870–1902) — польська поетеса, перекладачка.

Проживав і похований релігійний діяч, фольклорист Гнат Галька (Ігнатій Галька).

## Галерея

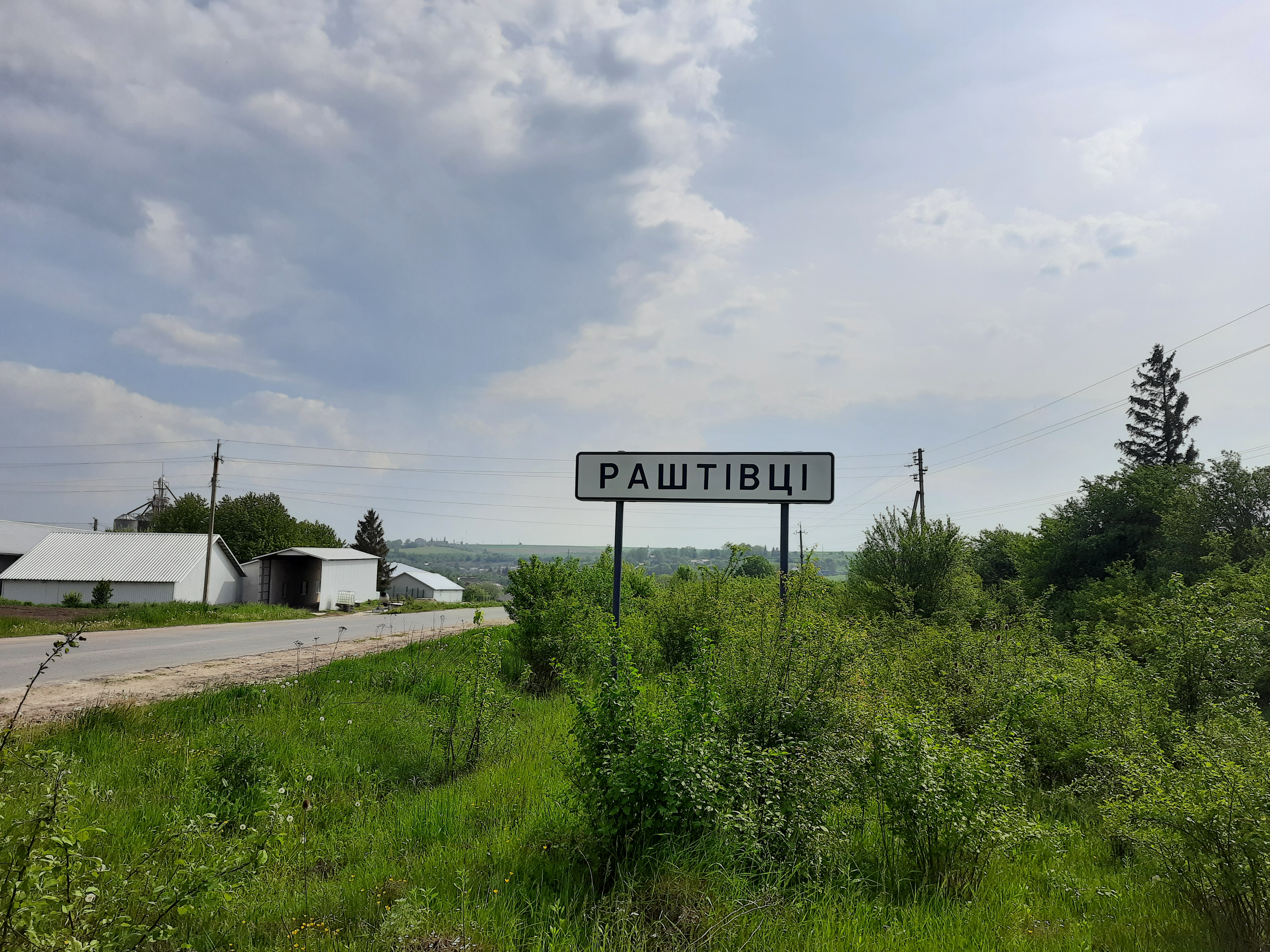
Дорожній знак при в'їзді в село
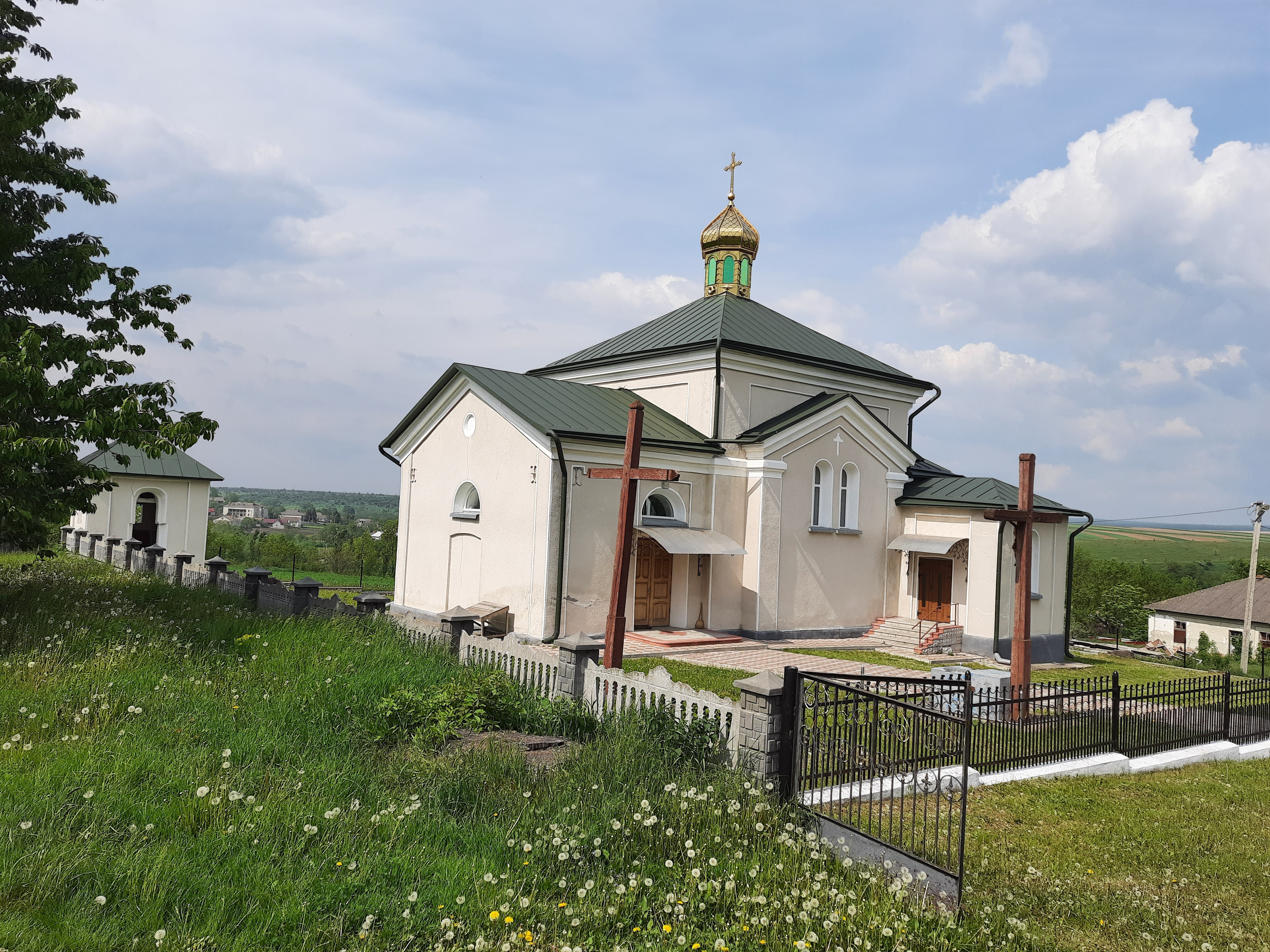
Церкви Успіння Пресвятої Богородиці
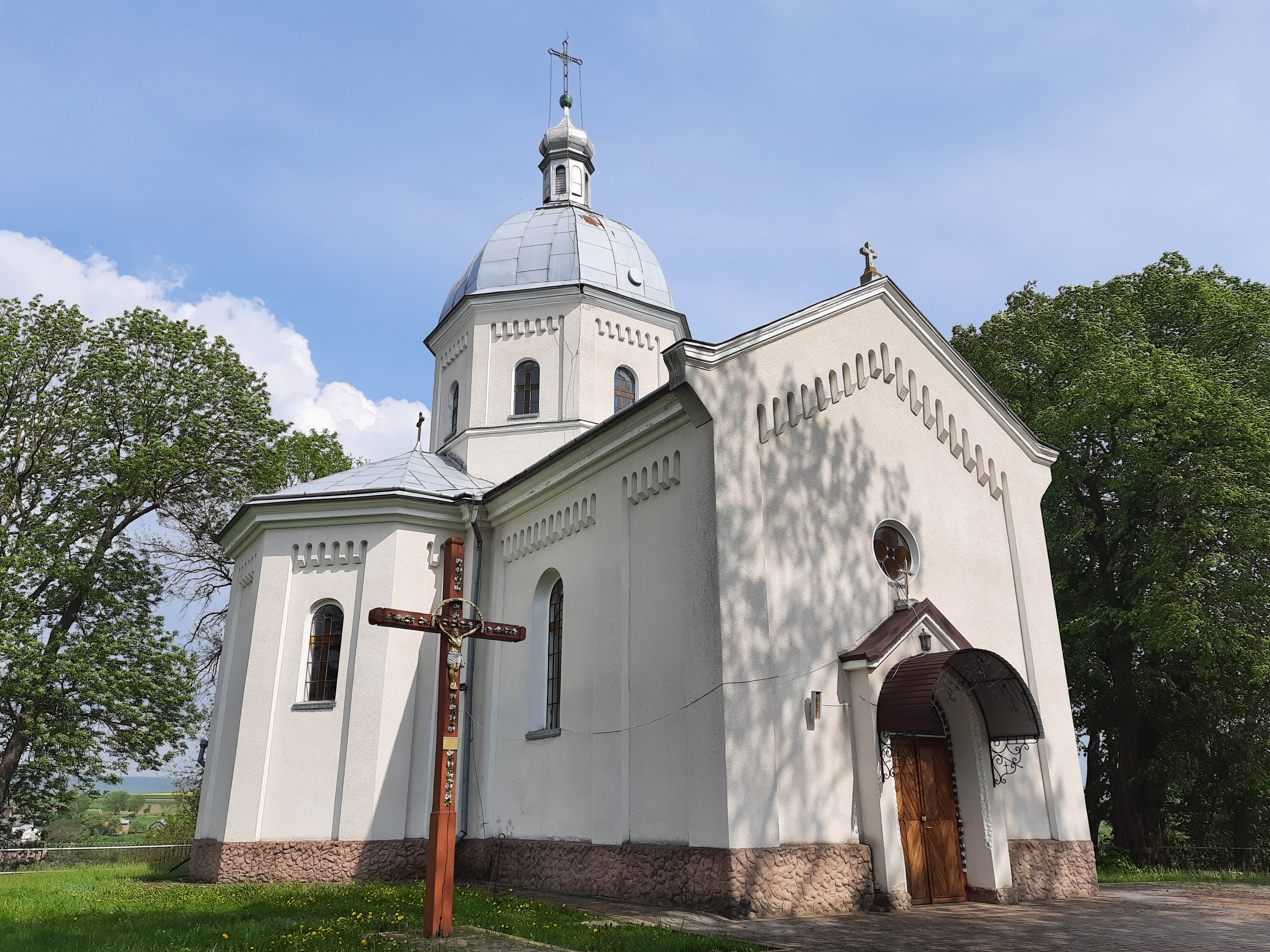
Церква Воздвиження Чесного Хреста Господнього
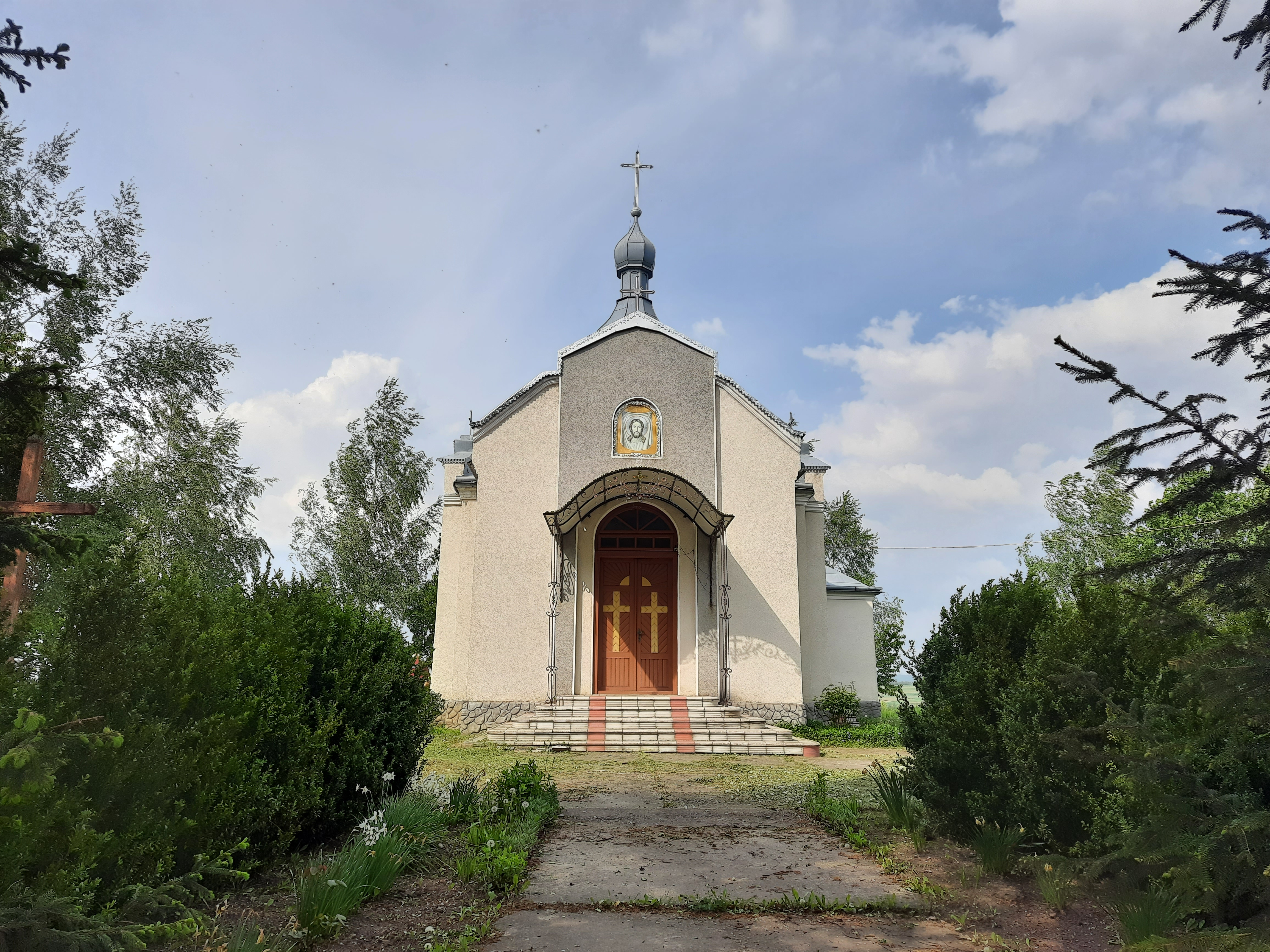
Церква Вознесіння Господнього
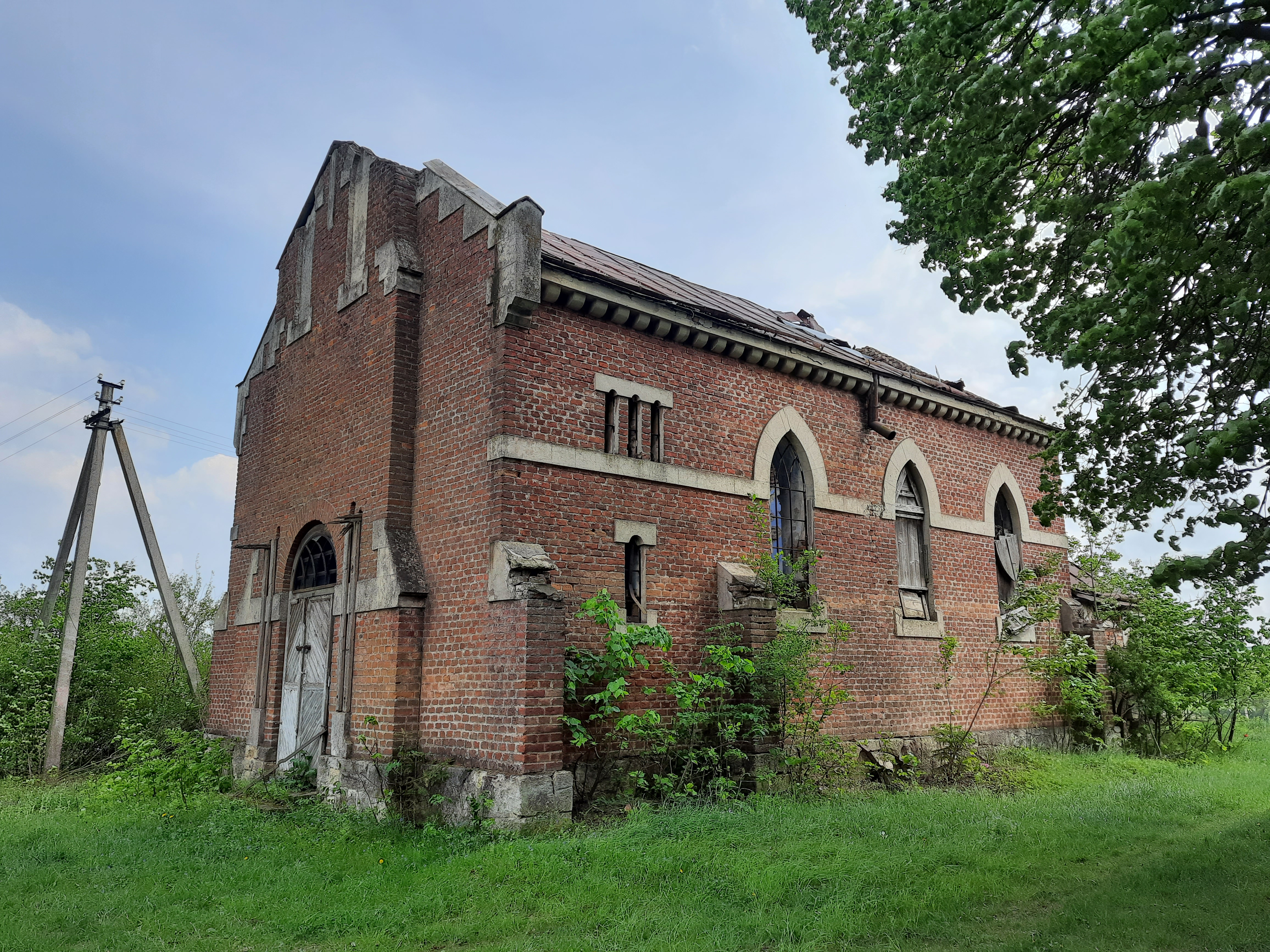
Костел
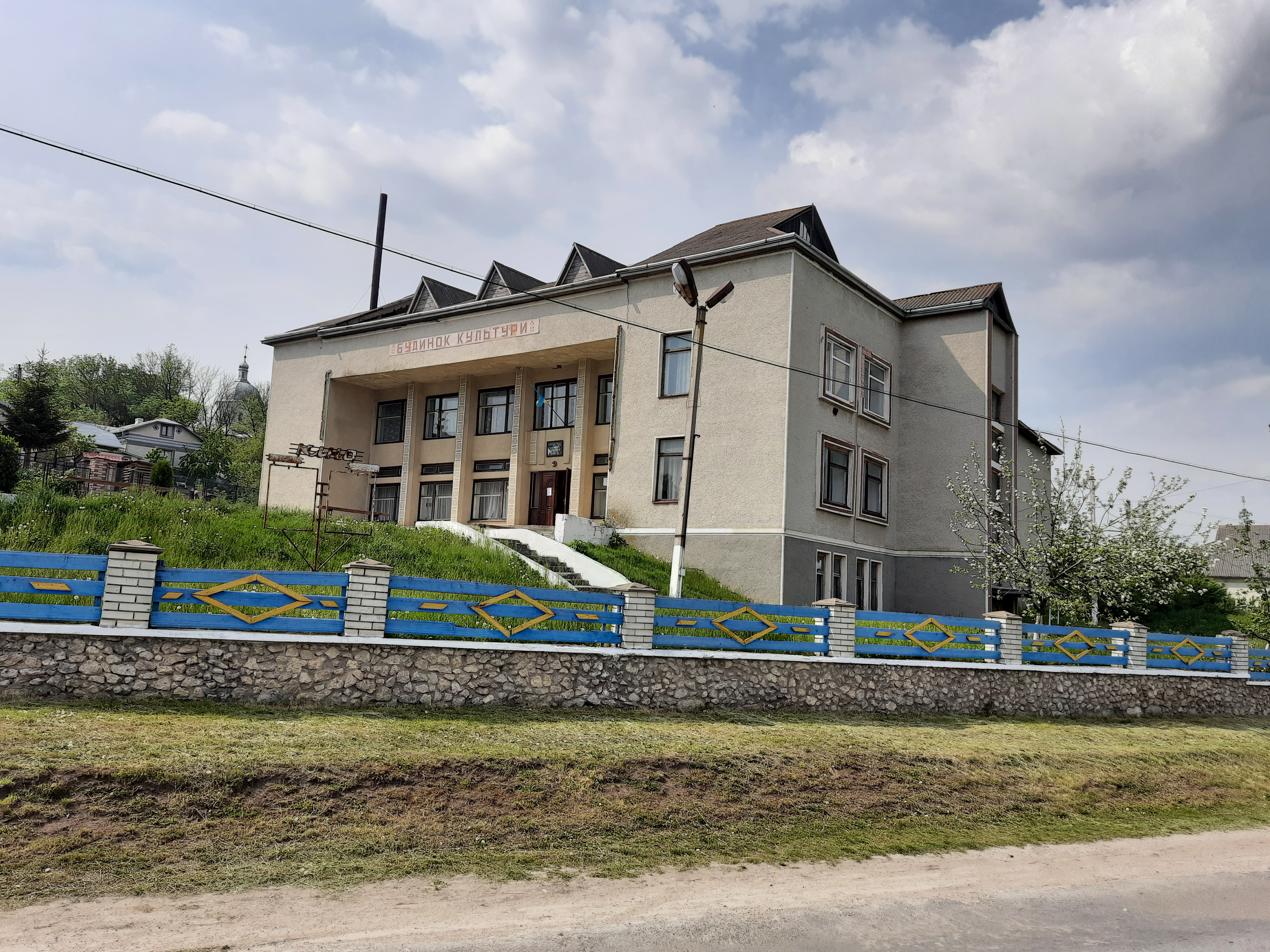
Будинок культури
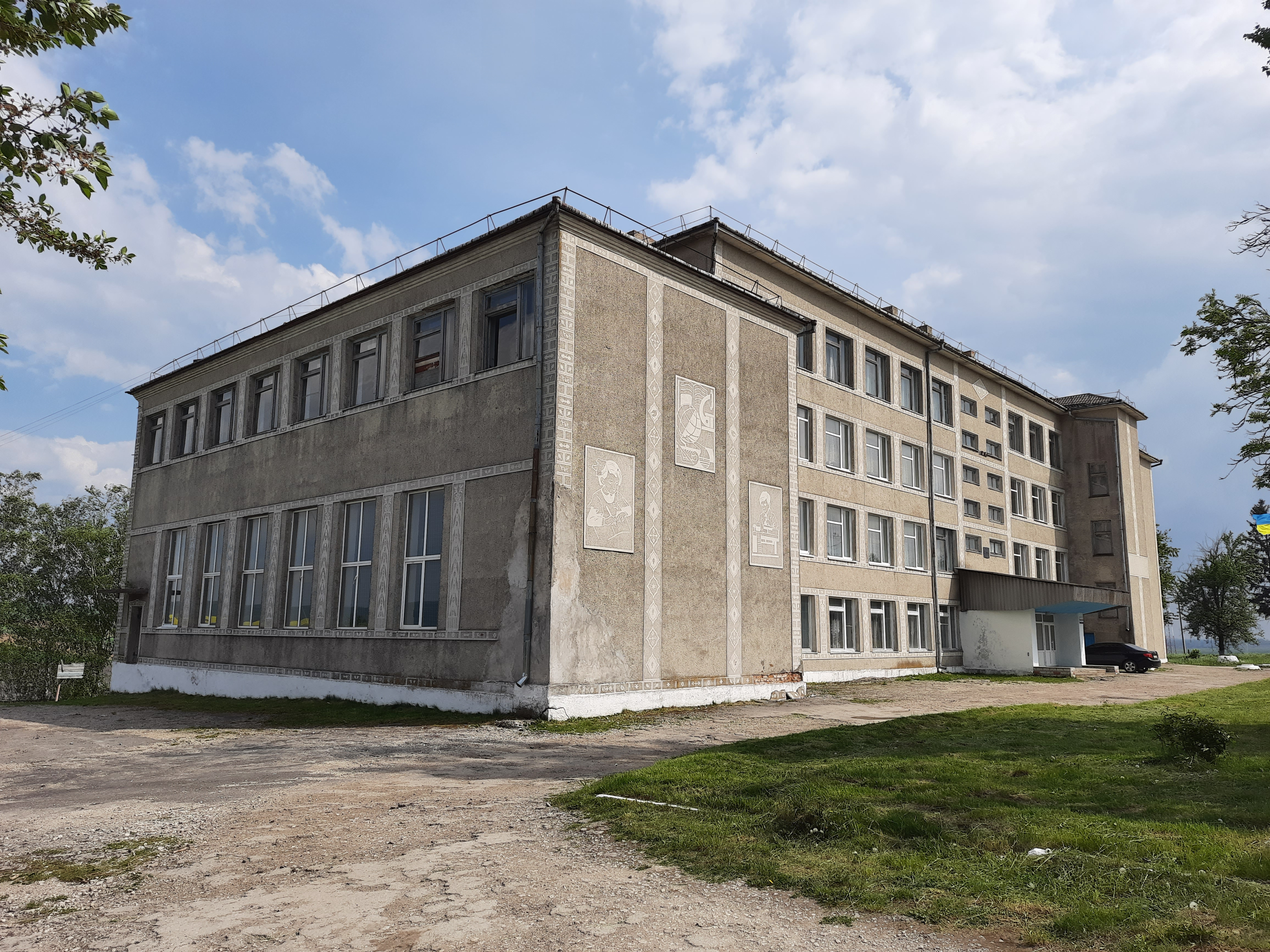
Школа
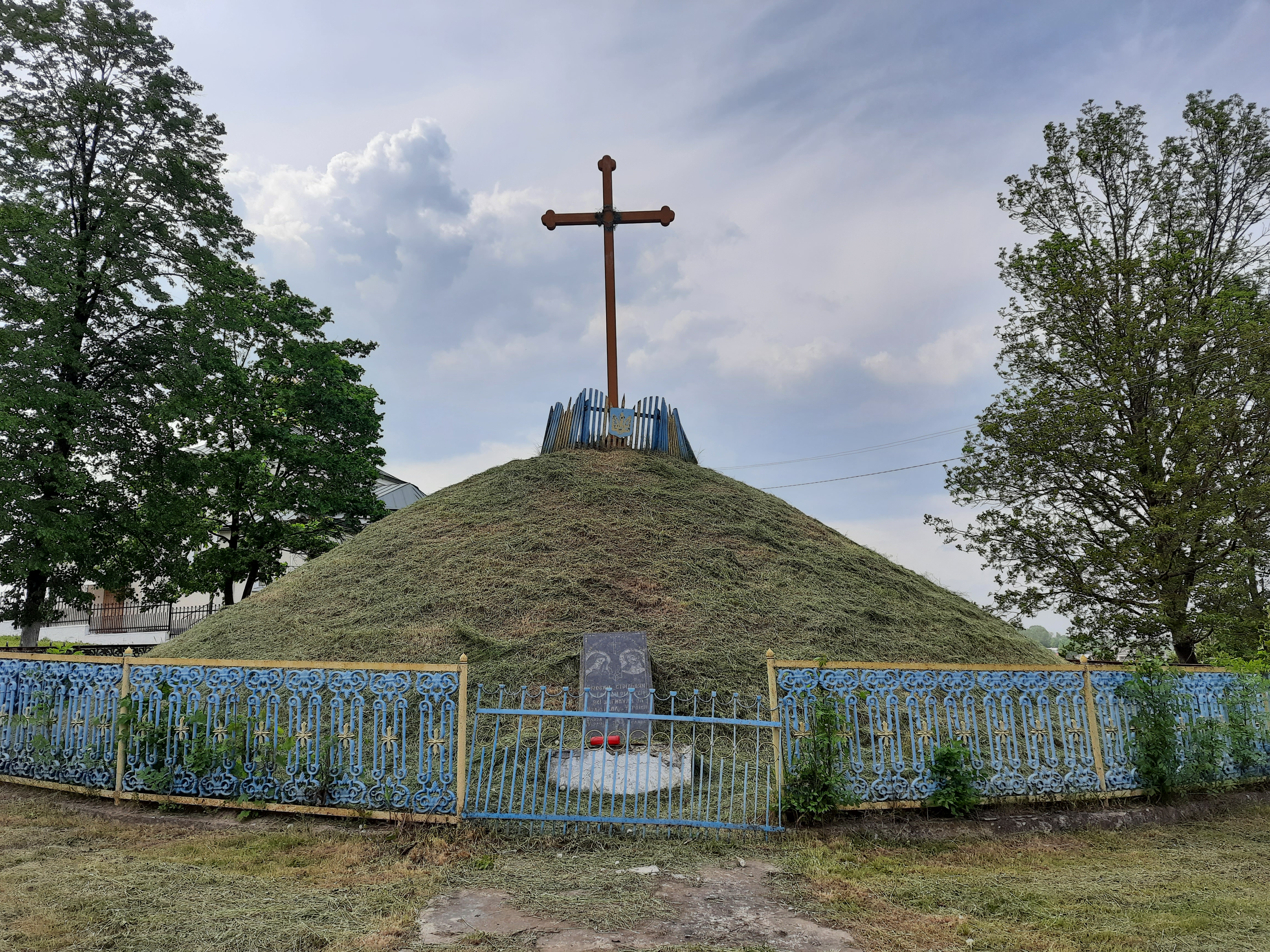
Символічна могила Борцям за волю України
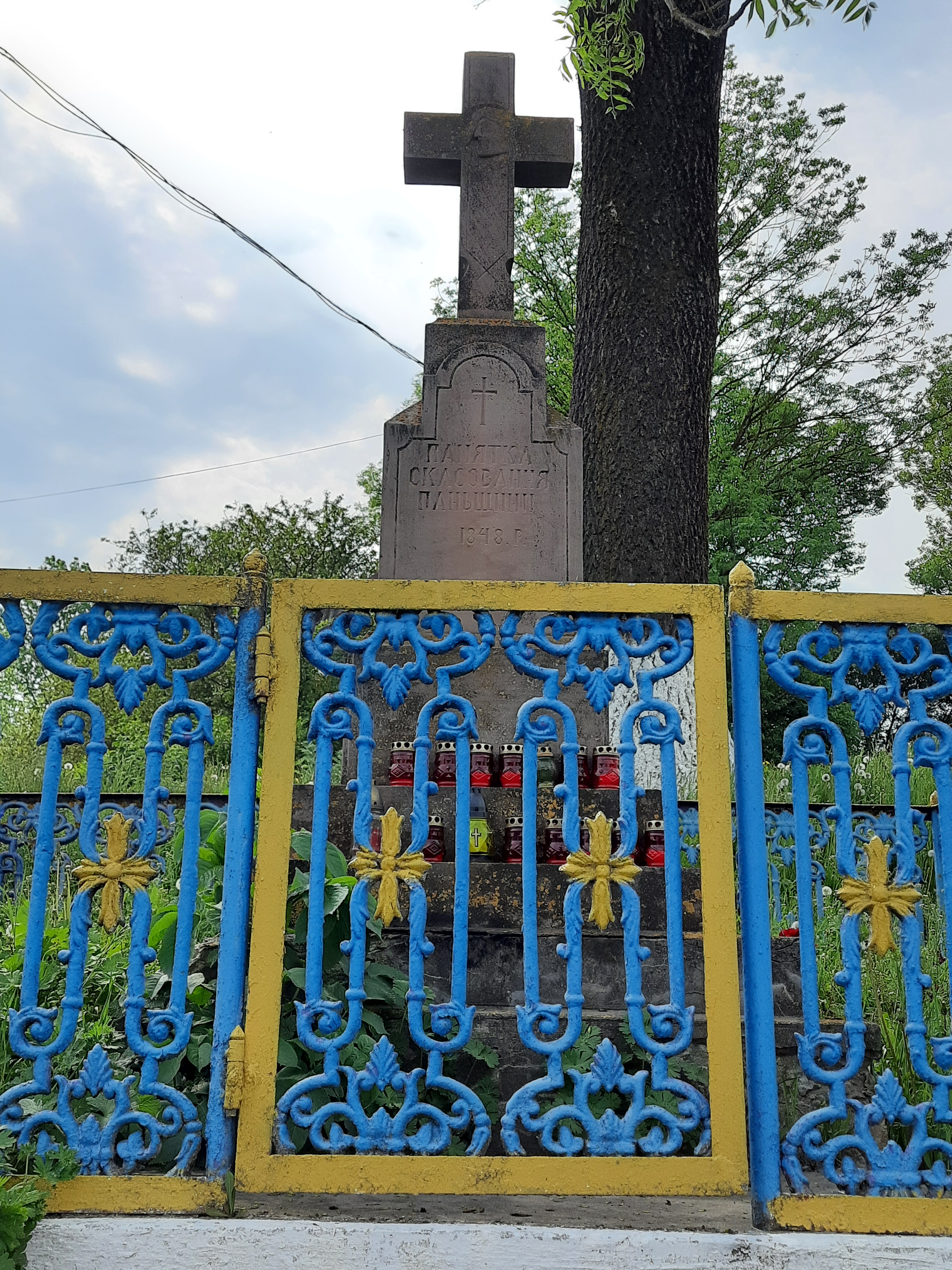
Пам'ятний хрест з нагоди скасування панщини
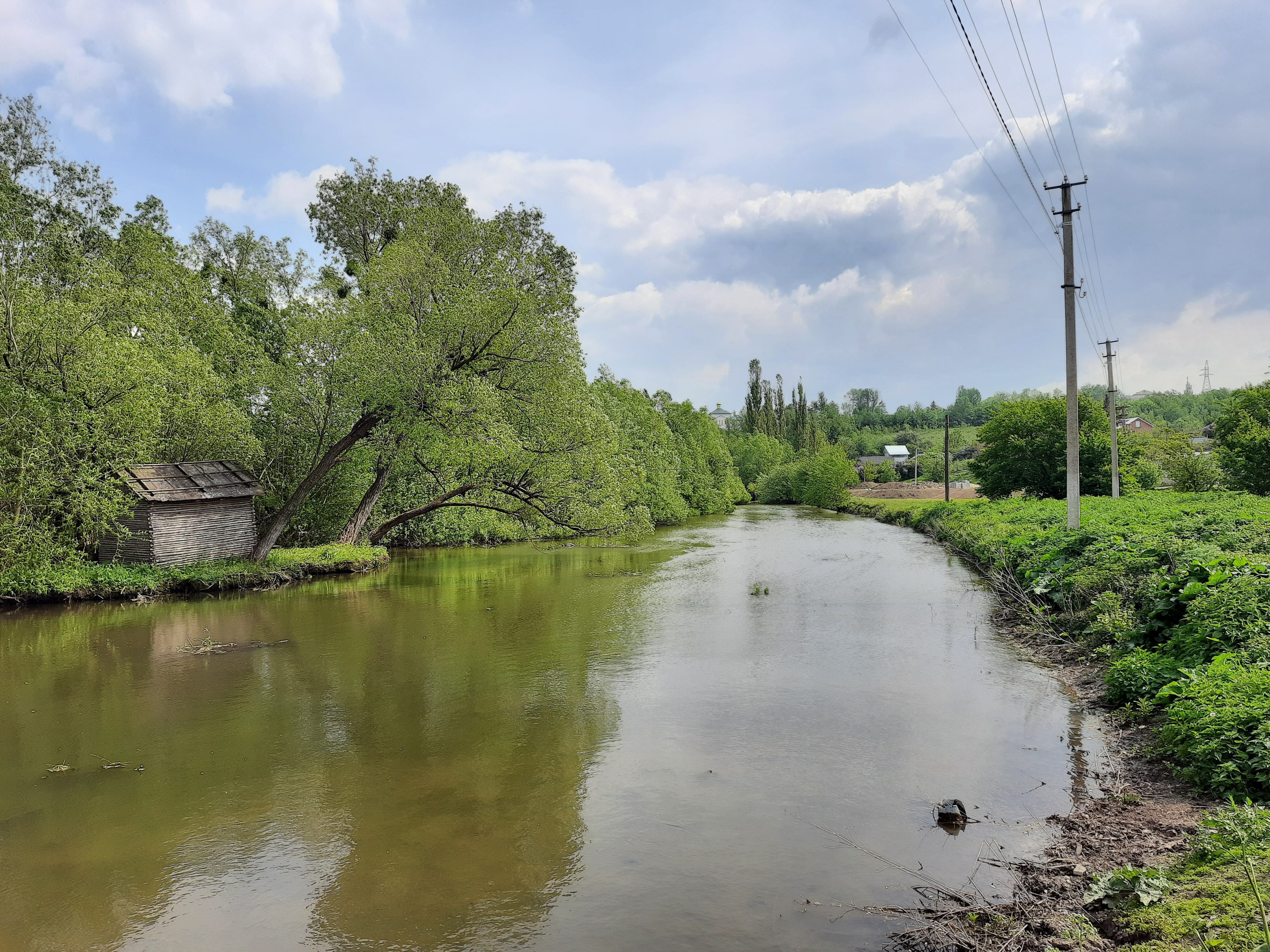
Річка Гнила біля села